# Villatuerta
Villatuerta – gmina w Hiszpanii, w Nawarze, o powierzchni 23,81 km². W 2011 roku gmina liczyła 1137 mieszkańców.